# 岐南町立東小学校
岐南町立東小学校（ぎなんちょうりつ ひがししょうがっこう）は、岐阜県羽島郡岐南町野中一丁目にある公立小学校。

## 概要
- 通学区域は野中1-8丁目、伏屋1-9丁目、伏屋の一部、三宅1丁目の一部、三宅3-9丁目、平島1-9丁目、若宮地1-3丁目である[1]。公立中学校の進学先は岐南町立岐南中学校である。
- 「ことばの教室」（話し言葉や発音に問題がある子供がコミュニケーションに関する個人指導をうける教室）という通級指導教室が設置されている。この教室は羽島郡（岐南町、笠松町）の生徒が利用可能。

## 沿革
- 1873年（明治6年） - 羽栗郡三宅村が惟馨学校、伏屋村が復圭舎、 平島村と米野村（現笠松町）などが共同で下中屋村（現各務原市）に敬恪義校が開設される。
- 1874年（明治7年） - 惟馨学校が復圭舎が統合され、惟馨学校が廃止される。平島村は敬恪義校から離脱し、平島学校を開設する。
- 1876年（明治9年） - 復圭舎を諏訪小学に改称。
- 1878年（明治11年） - 諏訪小学を諏訪小学校に改称。
- 1883年（明治16年） - 平島学校を養正学校に改称。
- 1886年（明治19年） - 養正学校と諏訪学校が合併し、伏屋尋常小学校となる。
- 1888年（明治21年） - 伏屋尋常小学校より平島尋常小学校が分離独立。
- 1894年（明治27年） - 伏屋尋常小学校と平島尋常小学校が合併し、野中村に新築移転。野中村外四ヵ村尋常小学校と改称する。
- 1896年（明治29年） - 羽栗郡と中島郡と合併して羽島郡とる。
- 1897年（明治30年） -  羽島郡野中村、三宅村、伏屋村、若宮地村、平島村が合併し、上羽栗村となる。それにともない、野中村外四ヵ村尋常小学校は上羽栗尋常小学校に改称する。
- 1920年（大正9年） -  高等科を設置し、上羽栗尋常高等小学校に改称する。
- 1921年（大正10年） - 校舎を新築する。
- 1941年（昭和16年）4月1日 - 上羽栗国民学校に改称する。
- 1947年（昭和22年）4月1日 - 上羽栗村立上羽栗小学校に改称する。
- 1956年（昭和31年）
  - 9月26日 - 上羽栗村と八剣村が合併し、岐南村となる。これにともない、岐南村立上羽栗小学校に改称する[注釈 1]
  - 10月1日 - 岐南村が町制施行し、岐南町となる。同時に岐南町立上羽栗小学校に改称する[2]。
- 1957年（昭和32年）4月1日 - 岐南町立東小学校に改称する[3]新しい校章と校歌が制定される。
- 1967年（昭和42年）9月 - 新校舎（鉄筋コンクリート造）が完成。
- 1970年（昭和45年）5月 - 屋内運動場が完成。
- 1971年（昭和46年）4月 - 校舎を増築。
- 1978年（昭和53年）
  - 2月 - 校舎を増築。
  - 4月 - 難聴学級を開設する。
- 1980年（昭和55年）8月 - 現在のプールが完成。
- 1982年（昭和57年）4月 - 岐南町立北小学校が開校する。校区のうち、三宅須賀地区（現在の三宅1、2丁目など）を北小学校の校区に分離する。
- 1983年（昭和58年）4月 - 情緒障害特殊学級を開設する。
- 1984年（昭和59年） - 校舎を増築する。
- 1994年（平成6年） - 通級指導教室を2教室開設する。
- 1995年（平成7年） - 知的障害特殊学級を開設する。
- 2000年（平成12年） - 校舎の一部に耐震補強、改築を行う。
- 2023年（令和5年） - 校舎を増築する。

## 交通機関
- 岐阜バス岐南町線「岐南町三宅」バス停下車徒歩約20分
  - JR岐阜駅バスターミナル（岐阜駅北）、名鉄岐阜のりば（名鉄岐阜駅西）より「岐南町三宅」行き

## 学校周辺
- 岐阜女子高等学校
- 伏屋城址